# 微柱麻属
微柱麻属（学名：Chamabainia），又名蟲蟻麻屬，是荨麻科下的一个属，为柔弱、披散草本植物。该属共有微柱麻（Chamabainia cuspidata）等2种，分布于印度、马来西亚及中国西南部以及台湾。

## 下属物种
- 微柱麻 Chamabainia cuspidata
- Chamabainia morii
- Chamabainia squamigera